# موج جزر و مد
موج جزر و مد (انگلیسی: Tidal Wave) یا هه‌اون‌ده (کره‌ای: 해운대; لاتین‌نویسی اصلاح‌شده: Haeundae) یک فیلم محصول سال ۲۰۰۹ کره جنوبی در ژانر فاجعه به کارگردانی یون جه کیون و با بازی سول کیونگ-گو، ها جی‌وون، پارک جونگ-هون و اوم جونگ-هوا است. این فیلم، اولین فیلم ژانر فاجعه کره جنوبی به‌شمار می‌آید و در ۲۲ ژوئیه ۲۰۰۹ منتشر شد.

## انتشار
حقوق توزیع موج جزر و مد به هنگ کنگ، تایوان، هند، اندونزی، ژاپن، مالزی، فیلیپین، سنگاپور، تایلند، ویتنام،  the جمهوری چک، اسلواکی، روسیه، آلمان، مجارستان، فرانسه، کبک، برزیل، بریتانیا، استرالیا و ترکیه فروخته شد.
این فیلم در ۲۲ ژوئیه در کره جنوبی منتشر شد. تا ۲۰ سپتامبر ۲۰۰۹، موج جزر و مد ۱۱٬۳۰۱٬۶۴۹ تعداد بلیت در سینماهای کره جنوبی فروخت.
در کشورهای انگلیسی زبان، این فیلم با نام Tidal Wave (که یک اصلاح نادرست است زیرا این نوع امواج ناشی از تأثیرات گرانشی هستند نه جابه‌جایی آب) منتشر شد. دی‌وی‌دی این فیلم در بریتانیا در ۱۲ اکتبر ۲۰۰۹ توسط انترتینمنت وان منتشر شد.